# Aleloquímicos
Os aleloquímicos são substancias voláteis disseminadas por indivíduos de uma determinada espécie que geram uma resposta (fisiológica e/ou comportamental) em indivíduos de outras espécies. Desta forma, diferem dos feromônios, que atuam sobre indivíduos da mesma espécie. Estes sistemas de comunicação química são especialmente bem estudados nos insetos, onde diversos exemplos se encontram caracterizados.
Do ponto de vista ecológico, autores classificam os aleloquimicos dentre cairomônios, sinomônios e alomônios. Quando o mesmo composto se encaixa em mais de uma categoria, denomina-se o ocorrido de uma parsimônia semio-quimica.
Os cairomônios desencadeiam uma reação em outros indivíduos que se mostra danosa para o emissor do composto, como por exemplo, ao atrair um predador ou parasita. Um exemplo típico de um cairomônio seria o mirceno, um monoterpeno produzido por pinheiros que e liberado no ambiente quando as plantas são atacadas por besouros-praga brocadores. Este composto potencializa o efeito de um feromônio de agregação produzido pelos besouros, atraindo ainda mais outros brocadores. Os ditos insetos parasitóides geralmente são especialistas no uso de compostos cairomônios e sinomônios (vide abaixo) para localizar seus hospedeiros.
Os sinomônios geram um beneficio para ambas as partes, onde tanto o emissor quanto o receptor se beneficiam da mensagem, como por exemplo o caso de feromônios sexuais ou de agregação onde os indivíduos se localizam com interesses comuns. Valendo-se do exemplo acima, os compostos mirceno e alfa-pineno liberados por pinheiros (e outros coníferas) quando atacados por besouros brocadores atraem vespas parasitóides que atacam estes besouros-praga. Desta maneira, as plantas se beneficiam do efeito da liberação dos compostos ao mesmo tempo em que beneficiam estas vespas.
Finalmente, no caso de alomônios uma mensagem captada pelo receptor gera um beneficio nulo, como no caso de um feromônio de alarme onde um perigo e comunicado, permitindo a fuga. Exemplos clássicos de alomônios de insetos incluem os compostos defensivos, pois a mensagem tem um efeito nulo sobre o receptor da mensagem, que passa a evitar o emissor. Diversos alomônios incluem feromônios sexuais ou agregadores usados para atração entre indivíduos da mesma espécies, ao mesmo tempo em que repelem ou anunciam aos receptores sobre a presença dos emissores.